# Línea 192 de TMB
La línea 192 es una línea regular de autobús urbano de la ciudad de Barcelona gestionada por la empresa TMB. Hace su recorrido entre el Hospital de la Santa Cruz y San Pablo y Pueblo Nuevo, con una frecuencia de 30-35min (laborables) y con una única parada extrema (origen/destino) ubicada en el Hospital de la Santa Cruz y San Pablo, donde la línea tiene el origen/final.

## Recorrido
El origen/final de la línea está ubicado en el Hospital de San Pablo del distrito de Horta-Guinardó. Desde este punto recorre las calles de: San Quintín, Industria, Navas de Tolosa, Gran Vía, Av. Diagonal, Bilbao, Pujades, Badajoz, Granada, Pl. de las Glorias Catalanas, Av. Meridiana, Aragón, Clot, Mallorca, Montaña, San Antonio María Claret, Cartagena y la Ronda del Guinardón.

## Horarios
| 192        | Primer servicio Salida: Hospital de la Santa Cruz y San Pablo a Pueblo Nuevo | Último servicio Salida: Hospital de la Santa Cruz y San Pablo a Pueblo Nuevo |
| Laborables | 06:00                                                                        | 22:00                                                                        |
| Sábados    | 07:00                                                                        | 22:00                                                                        |
| Festivos   | 08:00                                                                        | 22:00                                                                        |

## Otros datos
| Prestación                   | Disponibilidad en la línea |
| ---------------------------- | -------------------------- |
| Adaptada a                   | Sí                         |
| TMB iBus (tiempo de espera ) | Sí                         |
| Pantallas informativas*      | Sí                         |
| Línea de tránsito rápido     | No                         |
| Circula en días festivos     | Sí                         |

*Las pantallas informativas dan a conocer al usuario dentro del autobús de la próxima parada y enlaces con otros medios de transporte, destino de la línea, alteraciones del servicio, etc.